# Amanita microlepis
Amanita microlepis é um fungo que pertence ao gênero de cogumelos Amanita na ordem Agaricales. Foi descrito cientificamente pela primeira vez em 1969 por Bas.